# マリア・ライター
マリア・ライター（Maria Reiter、1911年12月23日 – 1992年7月28日）は、アドルフ・ヒトラーと1920年代末に恋愛関係にあった女性。ミミ (Mimi)、ミッツィ (Mitzi) としても知られる。彼女は1959年にドイツの雑誌『シュテルン』に証言を行った。

## 出自
ライターはベルヒテスガーデンのドイツ社会民主党職員の娘として生まれた。

## ヒトラーとの関係
ヒトラーとライターが出会ったのは、彼女がヒトラーのお気に入りの静養地の一つであるオーバーザルツベルクの商店で働いている時であった。ライターの証言によると、彼女は16歳だった時に当時37歳のヒトラーと親しくなり、デートに誘われた。その日の終わりにヒトラーはライターに「粗く」言い寄り、彼女はそれを断ったが、最終的にはキスをした。ヒトラーが彼女に対してますます情熱的になるにつれ、二人は他にも何度もデートを重ねた。『シュテルン』の記事によると、「ヒトラーは彼女と結婚して家族になり金髪の子供をもうけたいと伝えたが、その当時彼にはそのことを詳しく考える時間がなかった。たびたびヒトラーは彼の義務と使命について話していた。」という。ヒトラーは彼女に一緒に住めるようになるまで待っていて欲しいと伝えた後、彼女を無視するようになり、関係を絶った。このことにより彼女はうつ病になり、1928年には絶望のあまり首つり自殺を行おうとしたが、死に至る前に彼女の義兄弟によって発見され、救助された。
この一件の後、ライターはヒトラーのことを諦め、地元のホテル経営者と結婚したが、結婚生活はうまくいかず、彼女は1931年に夫のもとを去った。彼女はルドルフ・ヘスの訪問によりヒトラーがまだ彼女に関心も持っていることを確信し、ヒトラーにもう一度会うためミュンヘンを訪れた。ライターはヒトラーとその一夜を過ごし、「私はすべてを起こるに任せました。その夜ほど楽しかったことは今までありませんでした。」と述べている。ヒトラーは彼女に恋人としてミュンヘンに残ることを勧めたが、彼女は結婚を望んだ。ヒトラーが夫のある女性との関係が彼に政治的なダメージを与えることを懸念したため、二人は別れた。それにもかかわらず、ヒトラーは彼女の離婚を手伝うよう、彼の個人的な法律家であったハンス・フランクに委託した。
ヒトラーが権力の座に就いた後の1934年にライターはヒトラーのもとを再び訪れ、彼は再び恋人となるよう頼んだが、彼女は今度もそれを拒んだ。このことは口論を引き起こし、ヒトラーは「大きな使命」を果たす必要があるので結婚したり子供をもうけたりすることはできないと繰り返した。最終的に、彼女は親衛隊大尉のゲオルク・クビッシュ(de:Georg Kubisch)と1936年に結婚した。ヒトラーはクビッシュの結婚をミュンヘンで行われた親衛隊の会合で祝った。ライターとヒトラーが最後に会ったのは1938年であり、彼女によると、ヒトラーがエーファ・ブラウンとの関係に不満を表した時であった。クビッシュが1940年にダンケルクの戦いで戦死した際、ヒトラーはライターに100本の赤いバラを贈った。
彼らの肉体関係に関する詳細は確認できないが、ヒトラーと彼女が恋愛関係にあったことはヒトラーの妹であるパウラ・ヒトラーが断言している。ライターはヒトラーの破壊的な衝動を抑えることが出来たであろう唯一の女性であったとパウラは証言している。さらに、1945年4月に遡るライターからヒトラーへの2通の手紙が戦後発見されている。それらは「愛情をこめて」書かれており、使用されている単語から親密な関係が窺える。